# 자레코
자레코(일본어: ジャレコ, Jaleco)는 일본의 비디오 게임 개발·배급 회사였다. 1974년 10월 3일 설립되었다.

## 대표적인 게임
- 너티 보이(1982년)
- 팝 플레이머(1982년)
- 카멜레온(1983년)
- 엑세리온(1983년)
- 포메이션 제트(1984년)
- 필드 컴벳(1985년)
- 시티 커넥션(1985년)
- 닌자 쟈쟈마루군(1985년, 패미콤)
- 닌자군 마성의 모험(1985년, 패미콤)
- 아르구스(1986년)
- 모모코 120%(1986년)
- 사이킥5(꾸러기 오형제)(1987년)
- 은하임협전(1987년)
- P-47 시리즈
- 우리는 챔피언
- 초프리프터

## 개발 기판
- 자레코 메가 시스템 32
- 자레코 메가 시스템 1A
  - 자레코 메가 시스템 1B

## 같이 보기
- NMK
- UPL